# Pacific Nations Cup 2018
Der Pacific Nations Cup 2018 war die 13. Ausgabe des Rugby-Union-Turniers Pacific Nations Cup. Beteiligt waren die Nationalmannschaften von Fidschi, Georgien, Samoa und Tonga. Zwischen dem 9. und 16. Juni 2018 fanden vier Spiele statt, alle in der fidschianischen Hauptstadt Suva. Gastgeber Fidschi verteidigte den Titel vom Vorjahr und war zum insgesamt fünften Mal erfolgreich.

## Tabelle
|    | Land     | Spiele | Siege | Unent. | Ndlg. | Spiel- punkte | Diff. | Bonus- punkte | Tabellen- punkte |
| -- | -------- | ------ | ----- | ------ | ----- | ------------- | ----- | ------------- | ---------------- |
| 1. | Fidschi  | 2      | 2     | 0      | 0     | 61:37         | + 24  | 2             | 10               |
| 2. | Tonga    | 2      | 1     | 0      | 1     | 43:34         | + 9   | 1             | 5                |
| 3. | Georgien | 2      | 1     | 0      | 1     | 31:52         | − 21  | 0             | 4                |
| 4. | Samoa    | 2      | 0     | 0      | 2     | 40:52         | − 12  | 1             | 1                |

Die Punkteverteilung war wie folgt:
- 4 Punkte bei einem Sieg
- 2 Punkte bei einem Unentschieden
- 0 Punkte bei einer Niederlage (vor möglichen Bonuspunkten)
- 1 Bonuspunkt bei vier Versuchen in einem Spiel
- 1 Bonuspunkt bei einer Niederlage mit weniger als sieben Punkten Unterschied

## Ergebnisse
| 9. Juni 2018 13:00 FJT | Tonga | 15 : 16        | Georgien | National Stadium, Suva Zuschauer: 675 Schiedsrichter: Brendon Pickerill (Neuseeland) |
| 9. Juni 2018 13:00 FJT | Versuche: Lolohea 71. n.erh. Halaifonua 79. erh. Erhöhungen: Morath (1/1) Straftritte: Takulua (1/2) 38. | (3:13) Bericht | Versuche: Matiaschwili 7. erh. Erhöhungen: Matiaschwili (1/1) Straftritte: Matiaschwili (3/5) 21., 35., 60. | National Stadium, Suva Zuschauer: 675 Schiedsrichter: Brendon Pickerill (Neuseeland) |

| 9. Juni 2018 15:30 FJT | Fidschi | 24 : 22        | Samoa | National Stadium, Suva Zuschauer: 1.500 Schiedsrichter: Mike Fraser (Neuseeland) |
| 9. Juni 2018 15:30 FJT | Versuche: Murimurivalu 25. n.erh. Volavola 32. n.erh. Seniloli 38. erh. Goneva 50. erh. Erhöhungen: Volavola (2/4) | (17:3) Bericht | Versuche: Matavao 59. erh. Lam 68. n.erh. Polataivao 78. erh. Erhöhungen: Pisi (1/1) Tuala (1/2) Straftritte: Pisi (1/1) 22. | National Stadium, Suva Zuschauer: 1.500 Schiedsrichter: Mike Fraser (Neuseeland) |

| 16. Juni 2018 13:00 FJT | Tonga | 28 : 18        | Samoa                                                                                                | National Stadium, Suva Schiedsrichter: Matthew Carley (England) |
| 16. Juni 2018 13:00 FJT | Versuche: Lolohea 6. erh. Vuna 18. erh. Latu 59. n.erh. Erhöhungen: Takulua (2/3) Straftritte: Takulua (3/3) 31., 49., 58. | (17:6) Bericht | Versuche: Fidow 75. n.erh. Matavao 80. erh. Erhöhungen: Pisi (1/2) Straftritte: Tuala (2/2) 13., 23. | National Stadium, Suva Schiedsrichter: Matthew Carley (England) |

| 16. Juni 2018 15:30 FJT | Fidschi | 37 : 15         | Georgien | National Stadium, Suva Schiedsrichter: Jérôme Garcès (Frankreich) |
| 16. Juni 2018 15:30 FJT | Versuche: Seniloli (2) 14. n.erh., 17. n.erh. Vatubua 49. erh. Lomani (2) 62. erh., 78. n.erh. Radradra 80.+3 n.erh. Erhöhungen: Nadolo (2/4) Straftritte: Nadolo (1/1) 55. | (10:15) Bericht | Versuche: Kolelischwili 23. erh. Todua 39. n.erh. Erhöhungen: Matiaschwili (1/2) Straftritte: Matiaschwili (1/2) 9. | National Stadium, Suva Schiedsrichter: Jérôme Garcès (Frankreich) |